# Kadamdżaj
Kadamdżaj (kirg.: Кадамжай) – miasto w południowo-zachodnim Kirgistanie, w obwodzie batkeńskim i rejonie Kadamdżaj. W 2009 roku liczyło 6,7 tys. mieszkańców.